# Іван Башич
Іван Башич (босн. Ivan Bašić, нар. 30 квітня 2002, Імотський, Хорватія) — боснійський футболіст, центральний півзахисник російського клубу «Оренбург» та молодіжної збірної Боснії і Герцеговини.

## Ігрова кар'єра

### Клубна
Іван Башич народився у хорватському місті Імотський але починав свою кар'єру у боснійському клубі «Зриньські». У 2019 році футболіст закріпився в основі і підписав з клубом професійний контракт. 20 серпня 2020 року бащич зіграв першу гру в основі. Зарекомендувавши себе лідером команди, Башич допоміг «Зріньські» виграти національний чемпіонат Боснії та Герцеговини у сезоні 2021/22.
Влітку 2022 року Башич підписав трирічний контракт з російським клубом «Оренбург». 16 липня футболіст зіграв першу гру у складі нової команди.

### Збірна
У 2021 році Іван Башич дебютував у молодіжній збірній Боснії і Герцеговини.

## Досягнення
Зриньські
 Чемпіон Боснії і Герцеговини: 2021/22